# Sente
A Sente az Appenninekben, Castiglione Messer Marino mellett eredő olaszországi folyó. Előbb délkeleti, majd déli, végül ismét délkeleti irányban halad. Salcito mellett a Trigno folyóba torkollik. Poggio Sannita és Schiavi di Abruzzo települések között Molise és Abruzzo régiók határát képezi.